# Dasyopa humeralis
Dasyopa humeralis är en tvåvingeart som beskrevs av Cherian 1990. Dasyopa humeralis ingår i släktet Dasyopa och familjen fritflugor. Inga underarter finns listade i Catalogue of Life.